# Olivierus extremus
Espèce
Synonymes
- Buthus extremus Werner, 1936
- Mesobuthus extremus (Werner, 1936)

Olivierus extremus est une espèce de scorpions de la famille des Buthidae.

## Distribution
Cette espèce est endémique du Penang en Malaisie. Elle se rencontre sur l'île de Penang.

## Systématique et taxinomie
Cette espèce a été décrite sous le protonyme Buthus extremus par Werner en 1936. Elle est placée dans le genre Mesobuthus par Vachon en 1950 puis dans le genre Olivierus par Kovařík en 2019.

## Publication originale
- Werner, 1936 : « Neue-Eingänge von Skorpionen im Zoologischen Museum in Hamburg. Teil II. » Festschrift zum 60. Geburstage von Professor Dr. Embrik Strand, Riga, vol. 2, p. 171-193.